# 사이클론 메쿠누

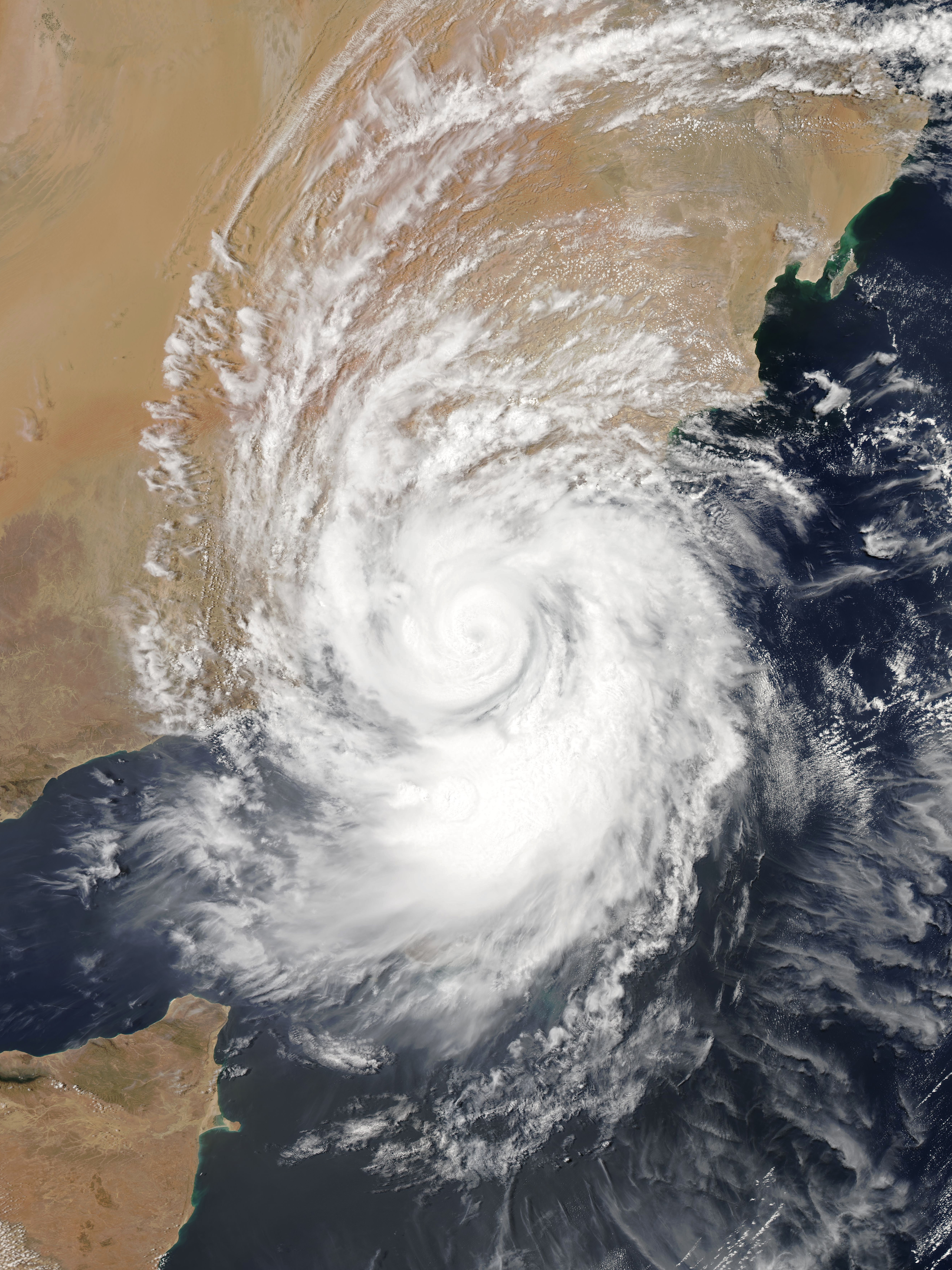
5월 25일 사이클론 메쿠누가 최고 강도에 가까워지고 오만에 접근하고 있다.

사이클론 메쿠누(Cyclone Mekunu)는 1959년 이후 오만 도파르주를 강타한 가장 강력한 폭풍이었다. 2018년 북인도양 사이클론 시즌의 두 번째 폭풍인 메쿠누는 5월 21일 저기압 지역에서 발생했다. 이 폭풍은 점차 강화되어 5월 소코트라 동쪽을 지나갔다. 23호는 매우 강력한 열대 저기압이다. 5월 25일, 메쿠누는 최고 강도에 도달했다. 인도 기상부는 10분간 지속되는 풍속이 175km/h(110mph)로 추정되어 메쿠누를 극도로 심각한 사이클론 폭풍으로 만들었다. 미국에 본부를 둔 합동태풍경보센터(Joint Typhoon Warning Center)는 1분 동안의 풍속이 185km/h(115mph)로 약간 더 높을 것으로 추정했다. 메쿠누는 강도가 최고조에 달했을 때 5월 25일 오만 레이수트 근처에 상륙했다. 폭풍은 육지에서 빠르게 약화되어 5월 27일에 사라졌다.
소코트라(Socotra) 근처를 지나가는 동안 사이클론 메쿠누(Cyclone Mekunu)로 인해 폭우가 쏟아져 산사태와 홍수가 발생해 20명이 사망했다. 예멘 동부 본토에서는 사이클론으로 인해 정전과 홍수가 발생해 4명이 사망했다. 오만에서는 사이클론 메쿠누로 인해 7명이 사망하고 약 15억 달러의 피해가 발생했다. 메쿠누의 강우량은 살랄라에서 617mm(24.3인치)에 도달했다. 폭우로 인해 빈 지구(Empty Quarter) 또는 룹알할리에 건호가 생겨 파키스탄을 포함해 10개국에 영향을 미친 메뚜기 떼가 발생하여 비상 사태가 발생했다.